# 夸德雷莱
夸德雷莱（義大利語：Quadrelle），是意大利阿韦利诺省的一个市镇。总面积6平方公里，人口1928人，人口密度321.3人/平方公里（2009年）。ISTAT代码为064076。